# Cotinga emplomallada fosca
La cotinga emplomallada fosca (Ampelion rubrocristatus) és una espècie d'ocell de la família dels cotíngids (Cotingidae) que habita boscos de Colòmbia, oest de Veneçuela, l'Equador, el Perú i oest de Bolívia.